# Ernest Nègre
Pour les articles homonymes, voir Nègre (homonymie).
Ernest Nègre, né le 11 octobre 1907 à Saint-Julien-Gaulène (Tarn) et mort le 15 avril 2000 à Toulouse, est un prêtre catholique et un universitaire français, linguiste et toponymiste, spécialiste des langues parlées en France, notamment de l'occitan.

## Biographie

### Origines familiales et formation
Ernest Angély Séraphin Nègre naît dans le nord-est de l'Albigeois.
De santé fragile, il fait de fréquents séjours en  sanatorium et subit des traitements éprouvants contre la tuberculose. Ses études en sont affectées, mais il obtient tout de même une licence de lettres en 1927, à 20 ans.  
Il est ordonné prêtre le 29 juin 1933 par l'archevêque d'Albi, Pierre-Célestin Cézerac.

### Carrière dans l'enseignement secondaire (1933-1958)
Il commence aussitôt un ministère de prêtre-enseignant. Il est d'abord affecté à l'institution Saint-Étienne de Valence-d'Albigeois, tout près de son village natal, où il reste de 1933 à 1941. 
Il devient alors professeur de seconde au petit séminaire de Saint-Sulpice-la-Pointe (Tarn), et par la suite professeur de première, puis censeur de cet établissement. C'est alors qu'il s'engage dans la rédaction d'une thèse de doctorat.  Parallèlement à la préparation de cette thèse, il est premier aumônier d'action catholique[pas clair].
Le sujet de sa thèse est La Toponymie du canton de Rabastens. Parcourant le pays à bicyclette, il note tous les toponymes (lieux-dits, ruisseaux, champs, etc.) conservés par la mémoire des habitants. Quand il commence ce travail, pendant la Seconde Guerre mondiale et sous le gouvernement de Vichy), certains se demandent si cet homme qui pose des questions bizarres ne serait pas un espion déguisé en prêtre.
Dans les années 1950, tout en continuant de rédiger sa thèse, il revient à l'Institution Saint-Étienne de Valence d'Albigeois où il est chargé de l'enseignement du français, du latin et du grec en classe de première.

### Doctorat et carrière universitaire (1958-1977)
Il soutient en 1958 une thèse d'État sur la toponymie du canton de Rabastens en 1958 à l'université de Toulouse et elle est publiée en 1959, puis devient professeur de philologie et de littérature occitane à la faculté des lettres de l'Institut catholique de Toulouse en 1958. En 1972, il succède à l'abbé Joseph Salvat comme président du Collège d'Occitanie. 
Il participe à des congrès internationaux, et collabore à divers périodiques d'onomastique. Il est notamment l'éditeur scientifique des Œuvres  d’Auger Gailhard, Lo rodièr de Rabastens, et la publication de la Flore occitane du Tarn du chanoine Gustave Farenc.

### Dernières années et mort (1977-2000)
Ernest Nègre prend sa retraite à Toulouse et poursuit ses recherches, qui aboutissent aux trois volumes de la Toponymie générale de la France (1990-1991), auxquels il ajoute en 1998 un volume d' Addenda et d'Errata.
Il meurt à Toulouse le 15 avril 2000 à l'âge de 92 ans ,.

## Distinctions
- 1981 : prix Albert-Dauzat du Conseil de la Société française d’onomastique[8]

## Critiques
En 2001, le linguiste Xavier Delamarre, étymologiste spécialiste de la langue gauloise, publie une critique des travaux d'Ernest Nègre, ainsi que de ceux d'Albert Dauzat, affirmant que « E. Nègre, toponymiste qui, comme Dauzat, ne connaît pas la grammaire comparée ». Ses critiques portent sur le nom de la Drôme (d'origine gauloise selon Delamarre, donc préceltique),ainsi que sur les origines des mots Condate (> Rennes), Brigantium (> Briançon), Arelate (> Arles), Arausio (> Orange), ou E. Nègre dans Abona (> Avon). Il parle de « recul grave de la linguistique »[réf. nécessaire].

## Publications

### Toponymie
- Toponymie du canton de Rabastens, Paris, D'Artrey, 1959.
- Les Noms de lieux en France, Paris, A. Colin, 1963.
- Les Noms de lieux du Tarn, 3e éd., Paris, d'Artrey, 1972.
- Auger Gaillard, Œuvres complètes, éd. par E. Nègre, Toulouse, Collège d'Occitanie, 1981.
- Études de linguistique romane et toponymie, Toulouse, Collège d'Occitanie, 1984.
- Toponymie générale de la France : étymologie de 35 000 noms de lieux, 4 volumes, Genève, Droz, 1990-1998.

### Littérature occitane
- Contes de Gaulena, 1992.
- « Lo sicrèt del valat », Gai Saber, 1991, pp. 379-384.
- « La tuèissa de Folèta », Gai saber, 1996, pp. 174-177.

### Langue occitane
- « Rectification concernant l'Atlas linguistique de France : Valdériès », Revue des Langues Romanes, 1956.
- « Une aire de rhotacisme en Rouergue et en Albigeois », Actes du XIe Congrès International de linguistique et philologie romaines, 1965.

### Divers
- Œuvres Complètes, Augièr Galhard, 1970.
- Étude de linguistique romane et toponymie, 1984.
- Ernest Nègre, « Toponymie du hêtre en France », Nouvelle revue d'onomastique, nos 9-10,‎ 1987, p. 19̟-25 (lire en ligne, consulté le 12 mars 2021).